# المزاب (ملحان)

تعديل مصدري - تعديل

المزاب هي إحدى قرى عزلة بني مكار بمديرية ملحان التابعة لمحافظة المحويت، بلغ تعداد سكانها 165 نسمة حسب تعداد اليمن لعام 2004.